# Dulce Saguisag

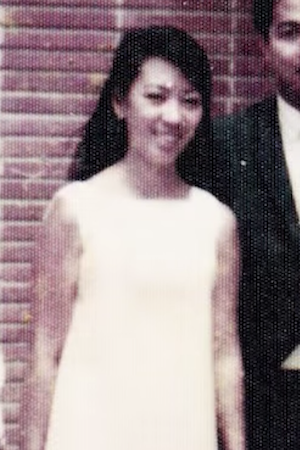
Dulce Saguisag

Dulce Quintanas-Saguisag (5 september 1943 - 8 november 2007) was een Filipijns politica en voormalig minister van sociale bijstand en ontwikkeling in het kabinet van Joseph Estrada. Saguisag was een van de elf kabinetsleden die hun steun aan Estrada introkken op 19 januari 2001 nadat het gerucht was opgedoken dat Estrada corrupt zou zijn. De volgende dag werd Estrada uit zijn ambt verstoten, na wat bekend is geworden als EDSA II.
Op 8 november 2007 kwam Saguisag om het leven bij een auto-ongeluk in Makati City. Haar man, de voormalige senator Rene Saguisag, raakte daarbij ernstig gewond.